# Emil Giurea
Emil Giurea (n. 1885 – d. 1960) a fost un fizician român, pionier în domeniul radiotelegrafiei românești. A avut contribuții la realizarea primelor stații de radiotelegrafie (1914-1917) și la dezvoltarea rețelei de radiocomunicații în România.